# ليليانا لين
ليليانا لين (بالفرنسية: Liliana Laine)‏ هي ممثلة فرنسية، ولدت في 1923 في فرنسا.

## وصلات خارجية
- ليليانا لين على موقع IMDb (الإنجليزية)
- ليليانا لين على موقع ألو سيني (الفرنسية)
- ليليانا لين على موقع قاعدة بيانات الفيلم (الإنجليزية)